# Puchar IBU Juniorów w biathlonie 2024/2025
Puchar IBU juniorów w biathlonie 2024/2025 – dziewiąta edycja tego cyklu zawodów. Pierwsze starty miały miejsce 12 grudnia 2024 r. we włoskim Ridnaun, natomiast ostatnie zawody sezonu zostały rozegrane 5 marca 2025 r. w szwedzkim Östersund, gdzie odbyły się również wliczane do klasyfikacji generalnej pucharu mistrzostwa świata juniorów.

## Wyniki

### Mężczyźni
| 1. Ridnaun, 12–15 grudnia 2024 | 1. Ridnaun, 12–15 grudnia 2024 | 1. Ridnaun, 12–15 grudnia 2024 | 1. Ridnaun, 12–15 grudnia 2024 | 1. Ridnaun, 12–15 grudnia 2024 |
| Data                           | Konkurencja                    | miejsce                        | miejsce                        | miejsce                        |
| ------------------------------ | ------------------------------ | ------------------------------ | ------------------------------ | ------------------------------ |
| 12 grudnia                     | Bieg indywidualny 15 km        | Linus Kesper                   | Ian Martinet                   | Davide Compagnoni              |
| 14 grudnia                     | Sprint 10 km                   | Elias Seidl                    | Davide Compagnoni              | Léo Carlier                    |
| 15 grudnia                     | Sprint 10 km                   | David Eliáš                    | Grzegorz Galica                | Guillaume Poirot               |

| 2. Goms, 18–21 grudnia 2024 | 2. Goms, 18–21 grudnia 2024 | 2. Goms, 18–21 grudnia 2024 | 2. Goms, 18–21 grudnia 2024 | 2. Goms, 18–21 grudnia 2024 |
| Data                        | Konkurencja                 | miejsce                     | miejsce                     | miejsce                     |
| --------------------------- | --------------------------- | --------------------------- | --------------------------- | --------------------------- |
| 20 grudnia                  | Sprint 10 km                | Matija Legović              | Fabian Suchodolski          | Léo Carlier                 |
| 21 grudnia                  | Bieg masowy 12 km           | Florian Ratschiller         | Guillaume Poirot            | Michele Carollo             |

| 3. Jakuszyce, 16–19 stycznia 2025 | 3. Jakuszyce, 16–19 stycznia 2025 | 3. Jakuszyce, 16–19 stycznia 2025 | 3. Jakuszyce, 16–19 stycznia 2025 | 3. Jakuszyce, 16–19 stycznia 2025 |
| Data                              | Konkurencja                       | miejsce                           | miejsce                           | miejsce                           |
| --------------------------------- | --------------------------------- | --------------------------------- | --------------------------------- | --------------------------------- |
| 16 stycznia                       | Sprint 10 km                      | Linus Kesper                      | Matija Legović                    | David Eliáš                       |
| 18 stycznia                       | Bieg masowy 12 km                 | Sondre Slettemark                 | Linus Kesper                      | Fabian Kaskel                     |
| 19 stycznia                       | Sprint 10 km                      | Sondre Slettemark                 | Lukas Tannheimer                  | Leonhard Pfund                    |

| Mistrzostwa Europy juniorów, Altenberg, 22–26 stycznia 2025 | Mistrzostwa Europy juniorów, Altenberg, 22–26 stycznia 2025 | Mistrzostwa Europy juniorów, Altenberg, 22–26 stycznia 2025 | Mistrzostwa Europy juniorów, Altenberg, 22–26 stycznia 2025 | Mistrzostwa Europy juniorów, Altenberg, 22–26 stycznia 2025 |
| Data                                                        | Konkurencja                                                 | miejsce                                                     | miejsce                                                     | miejsce                                                     |
| ----------------------------------------------------------- | ----------------------------------------------------------- | ----------------------------------------------------------- | ----------------------------------------------------------- | ----------------------------------------------------------- |
| 22 stycznia                                                 | Bieg indywidualny 15 km                                     | Grzegorz Galica                                             | Antonin Delsol                                              | Artur Ischakov                                              |
| 25 stycznia                                                 | Sprint 10 km                                                | Fabian Kaskel                                               | Elias Seidl                                                 | Camille Grataloup-Manissolle                                |
| 26 stycznia                                                 | Bieg masowy 12 km                                           | Grzegorz Galica                                             | Sondre Slettemark                                           | Martin Botet                                                |

| Mistrzostwa świata juniorów, Östersund, 26 lutego–5 marca 2025 | Mistrzostwa świata juniorów, Östersund, 26 lutego–5 marca 2025 | Mistrzostwa świata juniorów, Östersund, 26 lutego–5 marca 2025                 | Mistrzostwa świata juniorów, Östersund, 26 lutego–5 marca 2025     | Mistrzostwa świata juniorów, Östersund, 26 lutego–5 marca 2025               |
| Data                                                           | Konkurencja                                                    | miejsce                                                                        | miejsce                                                            | miejsce                                                                      |
| -------------------------------------------------------------- | -------------------------------------------------------------- | ------------------------------------------------------------------------------ | ------------------------------------------------------------------ | ---------------------------------------------------------------------------- |
| 27 lutego                                                      | Bieg indywidualny 15 km                                        | Sivert Gerhardsen                                                              | Kasper Kalkenberg                                                  | James Pascal                                                                 |
| 2 marca                                                        | Sprint 10 km                                                   | Håvard Tosterud                                                                | Jakub Borguľa                                                      | Petr Hák                                                                     |
| 3 marca                                                        | Bieg masowy 12 km                                              | Kasper Kalkenberg                                                              | Jimi Klemettinen                                                   | Petr Hák                                                                     |
| 5 marca                                                        | Sztafeta 4 × 7,5 km                                            | Norwegia Andreas Aas · Sivert Gerhardsen · Håvard Tosterud · Kasper Kalkenberg | Niemcy Linus Kesper · Fabian Kaskel · Elias Seidl · Leonhard Pfund | Polska Jakub Potoniec · Grzegorz Galica · Konrad Badacz · Fabian Suchodolski |

### Kobiety
| 1. Ridnaun, 12–15 grudnia 2024 | 1. Ridnaun, 12–15 grudnia 2024 | 1. Ridnaun, 12–15 grudnia 2024 | 1. Ridnaun, 12–15 grudnia 2024 | 1. Ridnaun, 12–15 grudnia 2024 |
| Data                           | Konkurencja                    | miejsce                        | miejsce                        | miejsce                        |
| ------------------------------ | ------------------------------ | ------------------------------ | ------------------------------ | ------------------------------ |
| 12 grudnia                     | Bieg indywidualny 12,5 km      | Charlotte Gallbronner          | Alina Nußbicker                | Iryna Szewczenko               |
| 14 grudnia                     | Sprint 7,5 km                  | Violette Bony                  | Ilaria Scattolo                | Amandine Mengin                |
| 15 grudnia                     | Sprint 7,5 km                  | Carlotta Gautero               | Lena Siegmund                  | Estere Volfa                   |

| 2. Goms, 18–21 grudnia 2024 | 2. Goms, 18–21 grudnia 2024 | 2. Goms, 18–21 grudnia 2024 | 2. Goms, 18–21 grudnia 2024 | 2. Goms, 18–21 grudnia 2024 |
| Data                        | Konkurencja                 | miejsce                     | miejsce                     | miejsce                     |
| --------------------------- | --------------------------- | --------------------------- | --------------------------- | --------------------------- |
| 20 grudnia                  | Sprint 7,5 km               | Anaëlle Bondoux             | Fabiana Carpella            | Tamara Molentová            |
| 21 grudnia                  | Bieg masowy 9 km            | Anaëlle Bondoux             | Amandine Mengin             | Astrid Plosch               |

| 3. Jakuszyce, 16–19 stycznia 2025 | 3. Jakuszyce, 16–19 stycznia 2025 | 3. Jakuszyce, 16–19 stycznia 2025 | 3. Jakuszyce, 16–19 stycznia 2025 | 3. Jakuszyce, 16–19 stycznia 2025 |
| Data                              | Konkurencja                       | miejsce                           | miejsce                           | miejsce                           |
| --------------------------------- | --------------------------------- | --------------------------------- | --------------------------------- | --------------------------------- |
| 16 stycznia                       | Sprint 7,5 km                     | Ilona Plecháčová                  | Alma Siegismund                   | Lea Zimmermann                    |
| 18 stycznia                       | Bieg masowy 9 km                  | Lea Zimmermann                    | Francesca Brocchiero              | Alma Siegismund                   |
| 19 stycznia                       | Sprint 7,5 km                     | Fabiana Carpella                  | Ela Sever                         | Charlotta de Buhr                 |

| Mistrzostwa Europy juniorów, Altenberg, 22–26 stycznia 2025 | Mistrzostwa Europy juniorów, Altenberg, 22–26 stycznia 2025 | Mistrzostwa Europy juniorów, Altenberg, 22–26 stycznia 2025 | Mistrzostwa Europy juniorów, Altenberg, 22–26 stycznia 2025 | Mistrzostwa Europy juniorów, Altenberg, 22–26 stycznia 2025 |
| Data                                                        | Konkurencja                                                 | miejsce                                                     | miejsce                                                     | miejsce                                                     |
| ----------------------------------------------------------- | ----------------------------------------------------------- | ----------------------------------------------------------- | ----------------------------------------------------------- | ----------------------------------------------------------- |
| 22 stycznia                                                 | Bieg indywidualny 12,5 km                                   | Walentina Dimitrowa                                         | Eveliina Hakala                                             | Amelia Liszka                                               |
| 25 stycznia                                                 | Sprint 7,5 km                                               | Anaëlle Bondoux                                             | Coralie Perrin                                              | Charlotte Gallbronner                                       |
| 26 stycznia                                                 | Bieg masowy 9 km                                            | Kateřina Pavlů                                              | Fabiana Carpella                                            | Sara Scattolo                                               |

| Mistrzostwa świata juniorów, Östersund, 26 lutego–5 marca 2025 | Mistrzostwa świata juniorów, Östersund, 26 lutego–5 marca 2025 | Mistrzostwa świata juniorów, Östersund, 26 lutego–5 marca 2025                    | Mistrzostwa świata juniorów, Östersund, 26 lutego–5 marca 2025                      | Mistrzostwa świata juniorów, Östersund, 26 lutego–5 marca 2025               |
| Data                                                           | Konkurencja                                                    | miejsce                                                                           | miejsce                                                                             | miejsce                                                                      |
| -------------------------------------------------------------- | -------------------------------------------------------------- | --------------------------------------------------------------------------------- | ----------------------------------------------------------------------------------- | ---------------------------------------------------------------------------- |
| 27 lutego                                                      | Bieg indywidualny 12,5 km                                      | Célia Henaff                                                                      | Amandine Mengin                                                                     | Fabiana Carpella                                                             |
| 2 marca                                                        | Sprint 7,5 km                                                  | Anna Andexer                                                                      | Sara Andersson                                                                      | Amandine Mengin                                                              |
| 3 marca                                                        | Bieg masowy 9 km                                               | Sara Andersson                                                                    | Anaëlle Bondoux                                                                     | Ołeksandra Merkuszyna                                                        |
| 5 marca                                                        | Sztafeta 4 × 6 km                                              | Francja Célia Henaff · Voldiya Galmace-Paulin · Anaëlle Bondoux · Amandine Mengin | Niemcy Charlotte Gallbronner · Lea Zimmermann · Alma Siegismund · Charlotta de Buhr | Norwegia Ann Kristin Aaland · Siri Skar · Guro Ytterhus · Silje Berg-Knutsen |

### Sztafety mieszane
| 2. Goms, 18–21 grudnia 2024 | 2. Goms, 18–21 grudnia 2024                  | 2. Goms, 18–21 grudnia 2024                                                          | 2. Goms, 18–21 grudnia 2024                                                  | 2. Goms, 18–21 grudnia 2024                                           |
| Data                        | Konkurencja                                  | miejsce                                                                              | miejsce                                                                      | miejsce                                                               |
| --------------------------- | -------------------------------------------- | ------------------------------------------------------------------------------------ | ---------------------------------------------------------------------------- | --------------------------------------------------------------------- |
| 18 grudnia                  | Pojedyncza sztafeta mieszana (6 km + 7,5 km) | Francja Amandine Mengin · Léo Carlier                                                | Austria Lena Pinter · Thomas Marchl                                          | Polska Barbara Skrobiszewska · Fabian Suchodolski                     |
| 18 grudnia                  | Sztafeta mieszana (4×6 km)                   | Francja Lou-Anne Dupont Ballet-Baz · Violette Bony · Ian Martinet · Guillaume Poirot | Włochy Astrid Plosch · Alice Pacchiodi · Michele Carollo · Felix Ratschiller | Słowenia Ela Sever · Manca Caserman · Aljaž Omejc · Ruj Grošelj Simić |

| Mistrzostwa Europy juniorów, Altenberg, 22–26 stycznia 2025 | Mistrzostwa Europy juniorów, Altenberg, 22–26 stycznia 2025 | Mistrzostwa Europy juniorów, Altenberg, 22–26 stycznia 2025                           | Mistrzostwa Europy juniorów, Altenberg, 22–26 stycznia 2025                          | Mistrzostwa Europy juniorów, Altenberg, 22–26 stycznia 2025                     |
| Data                                                        | Konkurencja                                                 | miejsce                                                                               | miejsce                                                                              | miejsce                                                                         |
| ----------------------------------------------------------- | ----------------------------------------------------------- | ------------------------------------------------------------------------------------- | ------------------------------------------------------------------------------------ | ------------------------------------------------------------------------------- |
| 24 stycznia                                                 | Pojedyncza sztafeta mieszana (6 km + 7,5 km)                | Niemcy Linus Kesper · Charlotte Gallbronner                                           | Francja Léo Carlier · Célia Henaff                                                   | Czechy David Eliáš · Kateřina Pavlů                                             |
| 24 stycznia                                                 | Sztafeta mieszana (4×6 km)                                  | Polska Jakub Potoniec · Grzegorz Galica · Anna Nędza-Kubiniec · Barbara Skrobiszewska | Francja Camille Grataloup-Manissolle · Antonin Delsol · Lola Bugeaud · Louise Roguet | Włochy Davide Compagnoni · Felix Ratschiller · Fabiana Carpella · Sara Scattolo |

| Mistrzostwa świata juniorów, Östersund, 26 lutego–5 marca 2025 | Mistrzostwa świata juniorów, Östersund, 26 lutego–5 marca 2025 | Mistrzostwa świata juniorów, Östersund, 26 lutego–5 marca 2025        | Mistrzostwa świata juniorów, Östersund, 26 lutego–5 marca 2025                 | Mistrzostwa świata juniorów, Östersund, 26 lutego–5 marca 2025        |
| Data                                                           | Konkurencja                                                    | miejsce                                                               | miejsce                                                                        | miejsce                                                               |
| -------------------------------------------------------------- | -------------------------------------------------------------- | --------------------------------------------------------------------- | ------------------------------------------------------------------------------ | --------------------------------------------------------------------- |
| 28 lutego                                                      | Sztafeta mieszana (4×6 km)                                     | Niemcy Alma Siegismund · Lotta De Buhr · Fabian Kaskel · Linus Kesper | Francja Voldiya Galmace-Paulin · Amandine Mengin · Gaëtan Paturel · Edgar Geny | Austria Wilma Anhaus · Anna Andexer · Thomas Marchl · Fabian Müllauer |